# Pentalog
Pentalog este o companie de servicii IT și digitale de origine franceză, înființată în 1993, în Franța, (Orléans) de către Frédéric Lasnier. Sediul social este situat la Château des Hauts, în comuna La Chapelle-Saint-Mesmin. De-a lungul timpului, compania și-a extins prezența globală prin deschiderea de centre comerciale și de producție software în Paris, America de Nord (Boston și New York), România (București, Brașov, Cluj și Iași), Republica Moldova (Chișinău), Mexic (Guadalajara), Germania (Frankfurt), Vietnam (Hanoi), Elveția (Geneva) și Singapore.
Grupul Pentalog este o platformă de servicii IT care pune la dispoziția clienților săi (atât startup-uri, cât și companii de talie mare) servicii personalizate de inginerie software, recrutare IT, consultanță digitală și finanțare . 
Modelul de business al companiei propune clienților o colaborare de tip externalizare offshore sau nearshore, folosind metode Agile de organizare de proiect și practici Lean de dezvoltare de produs.

## Entitățile grupului
Pentalog Software Factory
Pentalog Software Factory furnizează serviciile de dezvoltare software, consultanță IT și cloud computing. Echipa este formată din peste 850 de ingineri IT angajați full-time, repartizați în toate centrele de producție ale companiei. 
Potrivit informațiilor prezente pe site-ul web al Pentalog, toți inginerii care fac parte din grup sunt anglofoni, iar 70% dintre ei vorbesc și limba franceză. 
SkillValue
SkillValue se ocupă de serviciile de recrutare și freelancing IT. Site-ul companiei se adresează atât publicului B2B cât și B2C, și conține o platformă de teste și exerciții de coding dedicate evaluării de competențe informatice. Acestea pot fi folosite atât de programatori pentru a-și măsura nivelul de cunoaștere a unei tehnologii, cât și de angajatori sau recrutori ca support în evaluarea viitorilor angajați.
Pentalabbs
Pentalabbs este un investitor în capital de risc. 
Compania funcționează după modelul „IT for equity”, oferind servicii de dezvoltare, recrutare, marketing digital, logistică și consultanță convertite în acțiuni în startup-ul client.  
RevSquare
RevSquare este o agenție de publicitate și marketing digital din New York, achiziționată de Pentalog în 2016. Ca parte a grupului Pentalog, compania oferă clienților săi servicii de marketing automation, publicitate online și design UI/UX. 

## Premii și distincții
- În 2009, compania Pentalog s-a clasat pe poziția a 458-a în topul Deloitte Fast 500 EMEA, obținând recunoaștere în 2008, 2009 și 2010 consecutiv[12].
- În mai 2015, CEO-ul adjunct, Monica Jiman, a primit titlul de „Outsourcing Manager of the Year” în cadrul galei „Romanian Outsourcing Awards”[13][14].